# Элитовское сельское поселение (Омская область)
Элитовское се́льское поселе́ние — муниципальное образование в Москаленском районе Омской области Российской Федерации.
Административный центр — село Элита.

## История
Статус и границы сельского поселения установлены Законом Омской области от 30 июля 2004 года № 548-ОЗ «О границах и статусе муниципальных образований Омской области».

## Население
| 2010  | 2011  | 2012  | 2013  | 2014  | 2015  | 2016  |
| ----- | ----- | ----- | ----- | ----- | ----- | ----- |
| 2488  | ↘2483 | ↘2482 | ↘2458 | ↗2534 | ↘2504 | ↗2530 |
| 2017  | 2018  | 2019  | 2020  | 2021  | 2023  |       |
| ↗2541 | ↗2554 | ↘2550 | ↘2527 | ↘2274 | ↘2226 |       |

## Состав сельского поселения
| № | Населённый пункт | Тип населённого пункта       | Население |
| - | ---------------- | ---------------------------- | --------- |
| 1 | Помурино         | посёлок                      | ↗233      |
| 2 | Северное         | деревня                      | ↗449      |
| 3 | Степок           | деревня                      | ↘224      |
| 4 | Элита            | село, административный центр | ↗1582     |